# 広島県立広島皆実高等学校
広島県立広島皆実高等学校（ひろしまけんりつ ひろしまみなみ こうとうがっこう）は、広島県広島市南区出汐に所在する県立高等学校。
体育科と衛生看護科を併設し、広島県内の公立高校で唯一、看護教育を行っている。

## 概観
歴史
1901年（明治34年）創設の「広島県立広島高等女学校」を前身とし、2011年（平成23年）に創立110周年を迎えた。
設置課程・学科
全日制課程 3学科（単位制）
- 普通科
- 衛生看護科（専攻科との5ヵ年一貫教育）
- 体育科

校訓
「勤勉・強行・責任・自由」
学校教育目標
「教育基本法その他教育関係法令に基づき、心身ともに健康にして、高い知性・豊かな情操・強い意志をもった青年の育成をはかる。」
校章
現校章は二代目。工業科が広島県広島工業高等学校として分離した1953年（昭和28年）に制定された。柏の葉と雪の結晶の絵を組み合わせたデザインとなっている。
校歌
1961年（昭和36年）に制定。作詞は広島皆実高等学校、作曲は高木東六による。歌詞は3番まであり、校名の「皆実」は3番に登場する。
制服
男子の冬服は学生服（学ラン）、女子の冬服はセーラー服。
同窓会
「皆実有朋会」と称している。東京と近畿（奈良県）に支部を置く。
国際交流校
 韓国・ソウル大新高等学校（大新の読みは「テシン」）- 1991年（平成3年）より交流を開始。

## 沿革
高等女学校時代
- 1901年（明治34年）
  - 12月20日 - 「広島県立広島高等女学校」の設置が文部大臣によって認可される。
  - 12月28日 - 広島県知事により広島県立広島高等女学校の創設が告示される。
- 1902年（明治35年）
  - 2月4日 - 東京女子高等師範学校助教授広瀬豊十郎が初代校長に就任。
  - 3月6日 - 学則を制定し、修業年限を4ヶ年、生徒定員（4学年合計）を400名とする。
  - 4月12日 - 入学選抜試験を実施し、100名が合格。
  - 4月18日 - 入学式を挙行。
  - 4月21日 - 下中町の広島県師範学校校舎（下中町）を継承し、授業を開始。
  - 5月28日 - 地久節祝賀式を挙行。
- 1903年（明治36年）
  - 2月4日 - 開校記念式を挙行。
  - 2月11日 - 紀元節拝賀式を挙行。
  - 5月14日 - 校舎の大修理を実施。
- 1904年（明治37年）5月28日 - 校友会（生徒会）が発足。
- 1905年（明治38年）11月3日 - 校友会機関誌「真巳とのとく」を発行。
- 1906年（明治39年）
  - 3月27日 - 第1回卒業式を挙行。77名が卒業。
  - 4月1日 - 補習科（修業年限1ヶ年・定員100名）を設置。
  - この年 - 図書室を開設。
- 1907年（明治40年）11月25日 - 閑院宮妃が来校し、裁縫・薙刀・遊戯体操の授業を視察。
- 1908年（明治41年）10月16日 - 家事作法教室を新装。
- 1909年（明治42年）
  - 2月4日 - 同窓会「有朋会」が発足。
  - 3月 - 募集定員を50名増員し、150名とする。
- 1910年（明治43年）
  - 1月21日 - 校友会事業として桐160本を植樹。
  - 3月 - 募集定員を元の100名に戻す。
- 1913年（大正2年）9月10日 - 雨天体操場が完成。体操服を制定。
- 1915年（大正4年）
  - 2月26日 - 当時の文部大臣一木喜徳郎が視察のため来校。
  - 11月10日 - 大正天皇即位の祝賀式を挙行し、御大典記念に図書館と博物館を新築。
- 1916年（大正5年）2月2日 - 募集定員を50名増員し、150名とする。
- 1917年（大正6年）
  - 2月2日 - 募集定員を更に50名増員し、200名とする。
  - 10月10日 - 卒業生を開催し、割烹講習会を開催。
- 1918年（大正7年）8月31日 - 米騒動のため、寄宿舎生が飯用米を持って帰舎。
- 1919年（大正8年）6月15日 - 裁縫および洗濯教室が落成。
- 1920年（大正9年）
  - 3月30日 - 家事補習専攻の（修業年限3ヶ年・生徒定員50名）の設置が認可される。
  - 9月 - 専攻科教室（2階建）「白塔」が完成
  - この年 - 校章と制服を制定。
- 1921年（大正10年）3月－ 募集定員を50名増員し、250名とする。
- 1922年（大正11年）2月28日 - 本館と付属施設が完成。
- 1923年（大正12年）
  - 3月5日 - 千田町に寄宿舎が完成。
  - 4月1日 - 家事補習専攻科を専攻科に改称。
- 1924年（大正13年）
  - 3月 - 同年4月入学生より、修業年限を1年延長し5ヶ年とする。
  - 5月16日 - 定員が1200名となる。
- 1926年（大正15年）
  - 3月16日 - 保護者会が発足。
  - 5月25日 - 摂政宮が来校。
- 1927年（昭和2年）3月 - 4ヶ年課程（1923年（大正12年）4月入学生）最後の卒業式を挙行。
- 1928年（昭和3年）3月5日 - 広島女子専門学校（県立広島大学の前身）の設立により、専攻科を廃止。
- 1929年（昭和4年）1月16日 - 裁縫室を焼失。
- 1930年（昭和5年）11月7日 - 明治天皇文庫を創設。
- 1934年（昭和9年）10月31日 - 校旗を制定。
- 1935年（昭和10年）
  - 2月11日 - 愛国子女団[注釈 1]を結成。
  - 3月18日 - 奉安殿が完成。
  - 6月17日 - 同窓会を「社団法人広島県立広島高等女学校有朋会」とし、理事長に河野ハルが就任。
  - 10月4日 - 校歌を制定。（作詞は鈴木敏也、作曲は信時潔による）
  - この年 - 広島女子専門学校が宇品へ移転し、併設を解消。母子室、図書室を整備。
- 1940年（昭和15年）- 紀元2600年奉祝式を挙行。
- 1941年（昭和16年）
  - 4月1日 - 宇品に広島県立広島第二高等女学校[1] が開校したことにより、「広島県立広島第一高等女学校」と改称。
  - 4月15日 - 勤労報国隊を結成。
  - 11月22日 - 安佐郡八木村に修練道場を開設。
- 1942年（昭和17年）
  - 1月8日 -「大詔奉戴日」を制定し、護国神社参拝を実施。
  - 10月1日 - 雨天体操場が完成。
  - この年 - 修学旅行が中止となり、代わりに宮島遠足と各学期1回の行軍を実施。
- 1943年（昭和18年）
  - 4月1日 - 高等女学校規定により、修業年限が1年短縮され、4ヶ年となる。3年生以上に英語を課さず、農作業・教練等を強化。
  - この年 - 4年生以上による広島陸軍被服支廠での作業奉仕が開始。
- 1944年（昭和19年） - 5年生が広海軍工廠へ勤労動員される。雨天体操場にミシンが設置され、4年生が広島陸軍被服支廠の作業を行う。
- 1945年（昭和20年）
  - 3月1日 - 5年生と4年生の同時卒業式を挙行。5年卒業者は広海軍航空廠へ、4年卒業者は広島陸軍被服支廠川内村工場への動員が継続される。
  - 3月7日 - 2年生が広島印刷・広島航空に動員される。
  - 4月29日 - 4年生が東洋工業・広島航空に動員される。
  - 7月1日 - 戦況の悪化を受け、千田町寄宿舎が川内村へ疎開。
  - 7月18日 - 2年生が広島印刷・広島航空・陸軍被服廠川内村工場に動員される。
  - 7月23日 - 1年生が川内国民学校（現・広島市立川内小学校）で分散授業を開始。授業は週1日程度となる。1年生の一部は建物疎開作業に従事。
  - 8月6日 - 広島市への原子爆弾投下により、甚大な被害を受ける。
    - 爆心地から650mの校舎は倒壊の上、焼失。校長と教職員19名、建物疎開作業中の1年生他生徒281名[注釈 2]が死亡。

  - 9月2日 - 被爆後最初の職員会議と保護者会役員会を草津町で開く。
  - 9月30日 - 学校本部を草津町さくら寮に置き、さくら寮・川内国民学校・八木修練道場の3か所で分散授業を開始。元・大竹海兵団より机の転用をうけ搬入。
  - 12月20日 - 草津教専寺で原爆犠牲教職員生徒の慰霊祭を執行。
- 1946年（昭和21年）
  - 1月22日 - 分散授業場を草津町のさくら寮と、出汐町の元広島陸軍被服支廠倉庫の2か所とする。
  - 4月1日 - 修業年限が5ヶ年に戻る。
  - 4月12日 - 元・広島陸軍被服支廠の一部倉庫を修理し、全生徒を収容して授業を再開。
  - 5月6日 - 下中町の旧校地跡に、被爆教職員生徒の慰霊木碑を建立。
  - 8月6日 - 慰霊碑前で被爆一周年追悼会を執行。哀悼歌（作詞：岸谷敞子）を合唱。
  - 秋 - 第1回復興祭を開催。校友会（生徒会）活動・クラブ活動を再開。
- 1947年（昭和22年） 
  - 4月 - 学制改革（六・三制の実施）により、暫定措置として新制中学校を併設（以下、併設中学校）し、同年3月時点で高女1・2年の生徒を新制中学校2・3年生として収容。
  - 5月19日 - 元・広島陸軍被服支廠倉庫から木造建物に校舎を移転し、旧・広島被服支廠本館を学校の本館とする。
  - 秋 - 第2回復興祭を行い、復興歌を制定。修学旅行が復活。
- 1948年（昭和23年）3月25日 -  高等女学校最後の卒業式を挙行。267名が卒業。

新制高等学校
- 1948年（昭和23年）
  - 5月3日 - 学制改革（六・三・三制の実施）
    - 広島県立広島第一高等女学校が廃止され、新制高等学校「広島県広島有朋高等学校」（有朋の読みは「ゆうほう」、女子校）が発足。
      - 併設中学校を継承。併設中学校卒業生を新高校1年生、同年3月時点で高女4年を新高校2年生、高女卒業生（希望者）を新高校3年生として収容。

    - 広島県立広島第二高等女学校が廃止され、新制高等学校「広島県広南高等学校」（女子校）が発足。

  - 9月22日 - 生徒自治大会を開催し「あけぼの会」（会長　長谷川澪子）誕生。
  - 10月10日 - 保護者会に代わり、PTAが発足。
- 1949年（昭和24年）
  - 3月13日 - 有朋高等学校の解散惜別音楽会を広島高等学校の講堂で開催。
  - 3月19日 - 有朋高等学校の最初で最後の卒業式を挙行。卒業生は104名。
  - 3月31日 - 暫定措置として設置されていた併設中学校が、最後の卒業生（1946年（昭和21年）高女入学生）を送り出し、廃止される。
  - 4月30日 - 高校再編により、下記4校が統合され総合制高等学校「広島県広島皆実高等学校」が発足。普通課程・生活課程・工業課程を設置。男女共学となる。
    - 県立3校（広島県広島有朋高等学校・広島県広南高等学校・広島県広島工業高等学校）と市立1校（広島市立工業高等学校）の計4校。

  - 5月9日 - 開校式を挙行。
  - 6月8日 - 初代校章（鳩の羽根とペン）を制定。
- 1950年（昭和25年）
  - 3月1日 - 広島皆実高等学校としての第1回卒業式を挙行。普通科131名と工業科317名が卒業。
  - 7月1日 - 家庭クラブを結成。
  - 8月20日 - 皆実同窓会を結成。
  - この年 - 北グラウンドが整備され、スタンドが設置される。
- 1951年（昭和26年）
  - 1月 - B校舎の移転改修工事を完了。
  - 9月 - C校舎が完成。
- 1952年（昭和27年）
  - 1月25日 - 第1回校内マラソン大会を開催。
  - 2月20日 - 生徒歌「友よ」（作詞は坂下喜治と珠山哲弥、作曲は北千枝子による）が発表される。
  - 9月1日 - 女子の制服を制定。
  - 11月1日 - 三段峡遭難で工業部の生徒7名が死亡。
- 1953年（昭和28年）
  - 4月1日 - 工業科が分離し、広島県広島工業高等学校（再）として独立。なお両校の敷地は隣接したまま。
  - 5月2日 - 新校章（柏葉と雪、二代目・現校章）を制定。
- 1954年（昭和29年）
  - 5月23日 - 有朋会と皆実同窓会が合併し、「社団法人皆実有朋会」が発足。
- 1955年（昭和30年）
  - 6月24日 - 木造2階建ての中校舎が完成。
  - 8月5日 - 広島県立第一高等女学校原爆犠牲者遺族会が発足。旧第一高女正門跡に「原爆犠牲者追憶之碑」を建立し、慰霊祭を執行。
  - 9月1日 - 相談室を設置し、カウンセリングを開始。
- 1956年（昭和31年）  
  - 7月1日 - 旧第一高女の門柱を「追憶之碑」そばに移設。
  - 9月13日 - 旧校舎を講堂兼体育館と南校舎に、柔道場と音楽室を図書館に改造。
  - この年 - 普通科に総合選抜制度導入。国泰寺高校・観音高校・基町高校・舟入高校との一括募集となり、「広島市内五校」（後に井口高校が加わり「広島市内六校」）と称される。
- 1958年（昭和33年）
  - 2月22日 - 北校舎が完成。
  - 4月6日 - 皆実有朋会（同窓会）が生徒会売店の仕入れ・経営を行う。
  - 4月30日 - 生徒ホールが完成。旧校舎の一部を柔道場に改造。
- 1959年（昭和34年）9月22日 - 隣接する広島工業高校との間で使用グランドを決定し、北グラウンドが割り当てられる。
- 1960年（昭和35年）4月28日 - 同窓会の寄贈により「皆実有朋プール」が完成。
- 1961年（昭和36年）
  - 4月6日 - 校旗を制定。
  - 5月3日 - 校歌（現校歌）を制定。
  - 5月 - 同窓会結婚相談所「柏葉会」が発足。（1977年（昭和52年）12月に解散）
- 1962年（昭和37年）
  - 1月29日 - 音楽教室が完成。
  - 8月21日 - 平屋建ての体育部室が完成。
- 1963年（昭和38年）5月13日 - 1号館が完成。
- 1964年（昭和39年）5月12日 - 鉄筋コンクリート3階建ての新本館と渡り廊下等が完成。旧本館は生徒急増期のため解体を延期の上、美術・書道教室に臨時改造。
- 1965年（昭和40年）
  - 3月31日 - 体育館兼講堂が完成。
  - 5月31日 - 特別教育活動校舎が完成。
  - 10月6日 - 本館を増築。
- 1966年（昭和41年）
  - 4月1日 - 衛生看護学科（生徒定員1学年、40名）を新設。
  - 6月10日 - クラブ部室が完成。
  - 8月31日 - 農林事務所を改造の上、衛生看護学科の仮校舎とする。
- 1967年（昭和42年）
  - 1月16日 - 理科校舎が完成。
  - 9月11日 - 武道場が完成。
  - 12月6日 - グラウンドを整備。
- 1968年（昭和43年）10月1日 - 「広島県立広島皆実高等学校」（現校名）に改称（県の後に「立」が加えられる）。
- 1969年（昭和44年）4月1日 - 衛生看護専攻科（2年間）を新設。
- 1970年（昭和45年）
  - 5月28日 - 家庭クラブを発展的に解消し、「白樺会」とする。
  - この年 - 水泳大会と柔剣道大会を廃止。
- 1971年（昭和46年）4月16日 - 同窓会館「皆実有朋会館」が完成。
- 1972年（昭和47年）
  - 3月1日 - 隣接の広島工業高校との校地交換が決定。
  - 3月15日 - 衛生看護科・専攻科校舎が完成。
- 1973年（昭和48年）3月31日 - 4号館が完成。
- 1974年（昭和49年）
  - 1月31日 - 渡り廊下に木造波板ビニール屋根を設置。
  - 2月28日 - 流紋岩の校門を設置。校内庭園「いこいの森」が完成。
- 1977年（昭和52年）3月31日 - 衛生看護学科の寄宿舎を廃止。
- 1978年（昭和53年）3月17日 - 平和教育「先輩諸姉の被爆体験を聞く会」を実施。
- 1980年（昭和55年）4月16日 - グラウンド前に自転車置き場を設置。
- 1981年（昭和56年）
  - 3月31日 - 3号館の一部と渡り廊下が完成。
  - 8月23日 - 皆実有朋会が教育振興資金のための基金募集を開始。
- 1982年（昭和57年） 
  - 3月31日 - 3号館特別教室一部が完成。
  - 8月6日 - 原爆犠牲者銘板を除幕。
- 1987年（昭和62年）7月26日 - 弓道場が完成。
- 1989年（平成元年）1月24日 - 広島工業高校との共用プールが完成。
- 1990年（平成2年）3月31日 - 1号館と2号館校舎のリフレッシュ工事が完成。クラブハウスが完成
- 1992年（平成4年）
  - 4月1日 - 体育科（生徒定員40名、学区は全県一円）を新設。
  - 7月18日 - 皆実高校スポーツ交流団が訪韓。
  - 12月20日 - 第二体育館が完成。
- 1993年（平成5年）3月16日 - グラウンド改修工事が完了。
- 1996年（平成8年）3月31日 - 2号館と特活校舎のリフレッシュ工事が完了。
- 1997年（平成9年）3月31日 - 第一体育館下の雨天練習場人工芝工事が完了。
- 1998年（平成10年） - 総合選抜制度全廃。普通科も単独選抜に移行。
- 1999年（平成11年）8月31日 - 看護在宅実習室の整備工事が完了。
- 2002年（平成14年）
  - 3月25日 - 皆実会館が完成。
  - 4月1日 - 5年一貫看護教育（3年＋専攻科2年）の開始。
  - 10月31日 - 7号棟・39号棟の内部リフレッシュ工事が完了。
- 2003年（平成15年）3月26日 - 防球ネットを設置。
- 2004年（平成16年）
  - 3月26日 - 駐輪場を新設。
  - 5月31日 - PTAにより普通教室34室に空調が設置。
- 2005年（平成17年）3月31日 - 第二情報数室を新設。
- 2009年（平成21年）1月12日 - サッカー部が、3年連続8回目で出場した第87回全国高等学校サッカー選手権大会で初優勝（創部60年目）。

## 学校行事
- 新入生歓迎遠足
- 皆実祭
- 体育科野外活動
- 運動会
- 修学旅行（東京）
- 合唱祭
- 韓国親善校との国際交流
- マラソン部・弓道部・剣道部が全国大会への出場経験あり。近年は水泳部・卓球部が県大会上位入賞している。中でもサッカー部は全国大会の強豪校で知られ、2008年の高校サッカー選手権では初優勝を果たした。

| 文化部 - 英会話部 - 演劇部 - 茶道・華道部 - フォークソング部 - 社会問題研究部 - 写真部 - 美術部 - 文芸部 - 自然科学部 - 書道部 - 吹奏楽部 - 視聴覚（放送）部 - 園芸部 | 運動部 - 弓道部 - 剣道部 - テニス部 - 男子サッカー部・女子サッカー部 - 柔道部（女子） - 水泳部 - 新体操部（女子） - 卓球部 - 男子バスケットボール部・女子バスケットボール部 - バレーボール部 - ソフトテニス部 - ボート部 - 陸上競技部 |

## 著名な出身者

### サッカー
- 朝日大輔 - 元サッカー選手（カターレ富山）
- 井林章 - サッカー選手（清水エスパルス）
- 梅田直哉 - 元サッカー選手（FC岐阜）
- 金本圭太 - 元サッカー選手、現サッカー指導者
- 木村孝洋 - 元サッカー選手、FC今治監督
- 木村允彦 - サッカー選手（ファジアーノ岡山）
- 小林優希 - サッカー選手（ファジアーノ岡山）
- 重廣卓也 - サッカー選手（徳島ヴォルティス）
- 柴村直弥 - サッカー選手（ヴァンフォーレ甲府）
- 下田崇 - 元サッカー選手（サンフレッチェ広島）
- 秦賢二 - サッカー選手（FC琉球）
- 疋田優人 - サッカー選手（ファジアーノ岡山）
- 藤原悠汰 - サッカー選手（サガン鳥栖）
- 堀健人 - サッカー選手（ヴェルスパ大分）
- 前川黛也 - サッカー選手（ヴィッセル神戸）
- 増田卓也 - サッカー選手（サンフレッチェ広島）
- 的場千尋 - 元サッカー選手（水戸ホーリーホック）
- 丸川太誠 - サッカー選手（バレッタFC）
- 森重真人 - サッカー選手（FC東京）
- 山根巌 - 元サッカー選手（柏レイソル）
- 吉弘充志 - サッカー選手（MIOびわこ滋賀）
- 渡大生 - サッカー選手（徳島ヴォルティス）

### その他スポーツ
- 瀬戸彬仁 - フットサル選手（シュライカー大阪）
- 為末大 - 陸上選手（400mハードル日本記録保持者・エドモントン、ヘルシンキ両世界選手権銅メダリスト）
- 中広大悟 - プロボクサー
- 福部真子 - 陸上選手　(100mハードル日本記録保持者)
- 渡部真代 - バスケットボール選手
- 三間瑠依 - バスケットボール選手
- 上長美菜 - バスケットボール選手
- 奥村鈴 - バスケットボール選手
- 三谷桂司朗 - バスケットボール選手

### 芸能
- 今村美月 - STU48（アイドルグループメンバー）
- 古今亭菊志ん - 落語家
- 角梨枝子 - 元女優
- 月丘夢路 - 元女優
- 松前吏紗 -  まなみのりさ（アイドルグループメンバー）
- 松本裕見子 - ローカルタレント
- 森山あすか - お笑い芸人

### ミュージシャン
- 奥田民生 - シンガーソングライター（UNICORN）
- 二葉あき子 - 元歌手
- MEG - ミュージシャン、モデル、デザイナー
- 吉田拓郎 - シンガーソングライター
- 磯部正文 - シンガーソングライター（HUSKING BEE）

### マスコミ
- 磯野恭子 - 元山口放送アナウンサー、テレビディレクター
- 石川みなみ - 日本テレビアナウンサー
- 久保田智子 - TBS報道記者・元アナウンサー、2024年より姫路市教育長[2][3]
- 京面龍太郎 - テレビ高知アナウンサー

### 作家
- くぼ英樹 - 児童文学作家
- 佐伯千秋 - 児童文学作家

### 漫画家
- 市川ヒロシ - 漫画家

### 実業家
- 河村泰貴 - 吉野家ホールディングス代表取締役社長

### 学者
- 西田友是 - 東京大学名誉教授、元画像電子学会会長

### その他
- 井上龍也 - お好み焼き愛好家

## 交通アクセス
最寄りの鉄道駅
- JR西日本 山陽本線・芸備線 「広島駅」
- 広島電鉄（路面電車）　皆実線（5号線）　「南区役所前電停」、「皆実町二丁目電停」

最寄りのバス停
- 広島駅から
  - 広電バス（青）・広島バス（赤）・広島交通（オレンジ）
    - まちのわループ右回り（302号線） 「出汐二丁目」バス停

  - 広電バス（青）・広島バス（赤）
    - 大学病院行き（322号線） 「大学病院入口」バス停
    - 旭町循環線（332号線） 「大学病院入口」バス停

  - 広島バス（赤）
    - 県病院行き（342号線） 「出汐二丁目」バス停
    - 広島みなと新線広島港行き（312号線） 「出汐二丁目」バス停

最寄りの道路
- 国道2号 「出汐」交差点
- 広島高速2号線 「東雲出入口」